# Aeroporto Internazionale di Florianópolis-Hercílio Luz
L'Aeroporto Internazionale di Florianópolis-Hercílio Luz (in portoghese Aeroporto Internacional de Florianópolis – Hercílio Luz) è uno scalo aereo brasiliano che serve la città di Florianópolis, la seconda città più grande dello stato di Santa Catarina.

## Storia
Nel 1922 Florianópolis, fu scelta per ospitare le installazioni del Sistema di Difesa Aerea della costa brasiliana. L'anno successivo, nel 1923, iniziò la costruzione del campo di Ressacada, che avrebbe ospitato il Centro di Aviazione Navale di Santa Catarina.
Nel 1942 fu inaugurata la prima pista in cemento con testate 03/21. Nel 1955 il Ministero dell'Aeronautica inaugurò un terminal passeggeri di 500 m², sotto l'amministrazione dell'allora Dipartimento dell'Aviazione Civile. Tra le altre strutture, c'erano una torre di controllo, un parcheggio per gli aerei e la pista condivisa con la base aerea di Florianópolis, che persiste tuttora.
Nel 1974 la società statale Infraero ha ricevuto la giurisdizione dell'aeroporto. Il 14 agosto 1976 fu inaugurato un nuovo terminal passeggeri di 2 985 m². Nello stesso anno, il vecchio terminal passeggeri fu trasformato in un terminal merci. La pista principale 14/32, all'epoca di 2 300 x 45 m, fu aperta al traffico pubblico nel 1978, insieme al piazzale di parcheggio degli aerei del nuovo terminal passeggeri.
Nel 1988 fu ampliato terminal passeggeri.
Il 3 ottobre 1995 l'Aeroporto di Florianópolis-Hercílio Luz è stato elevato alla categoria di Internazionale dall'allora Ministero dell'Aeronautica. Questo ha fatto sì che lo scalo, specialmente nella stagione estiva, ricevesse soprattutto voli stagionali e charter da paesi limitrofi come Argentina, Cile, Paraguay e Uruguay.
Nel 2000 l'aeroporto è stato dotato di un sistema di climatizzazione e ampliato di altri 2 000 m², per un totale di 8 440 m².
L'ultimo intervento importante nel vecchio terminal passeggeri promosso sotto la gestione dell'allora amministratore Infraero è avvenuto nel 2010, con l'installazione di un modulo operativo di 1 100 m² nelle sale partenze e arrivi. I lavori hanno portato a una superficie totale di 9 540 m².
Il 3 gennaio 2018 la gestione dell'aerodromo è passata completamente a Floripa Airport, società del gruppo svizzero Flughafen Zürich AG, vincitore dell'asta tenutasi il 16 marzo 2017.
Il nuovo terminal passeggeri è stato inaugurato il 28 settembre 2019 ed è entrato in funzione regolarmente il 1º ottobre 2019.

### Incidenti
- 22 marzo 1951: un Douglas C-53D-DO della Cruzeiro do Sul, immatricolato PP-CCX, mentre atterrava a Florianópolis si è schiantato a seguito di un superamento in condizioni di maltempo e di un'avaria al motore. Dei 14 passeggeri e dell'equipaggio, 3 sono morti[2].
- 12 aprile 1980: un Boeing 727-27C della Transbrasil, volo operativo 303 immatricolato PT-TYS, in volo da São Paulo-Congonhas a Florianópolis, durante un avvicinamento strumentale notturno a Florianópolis sotto un forte temporale, uscì di rotta, si schiantò contro una collina ed esplose. Le cause probabili sono l'errata valutazione della velocità e della distanza, l'inadeguata supervisione del volo, il mancato avvio di un go-around e il funzionamento improprio dei motori. Dei 58 passeggeri e dell'equipaggio a bordo, solo 3 sono sopravvissuti[3].